# Fausto Appetente Die

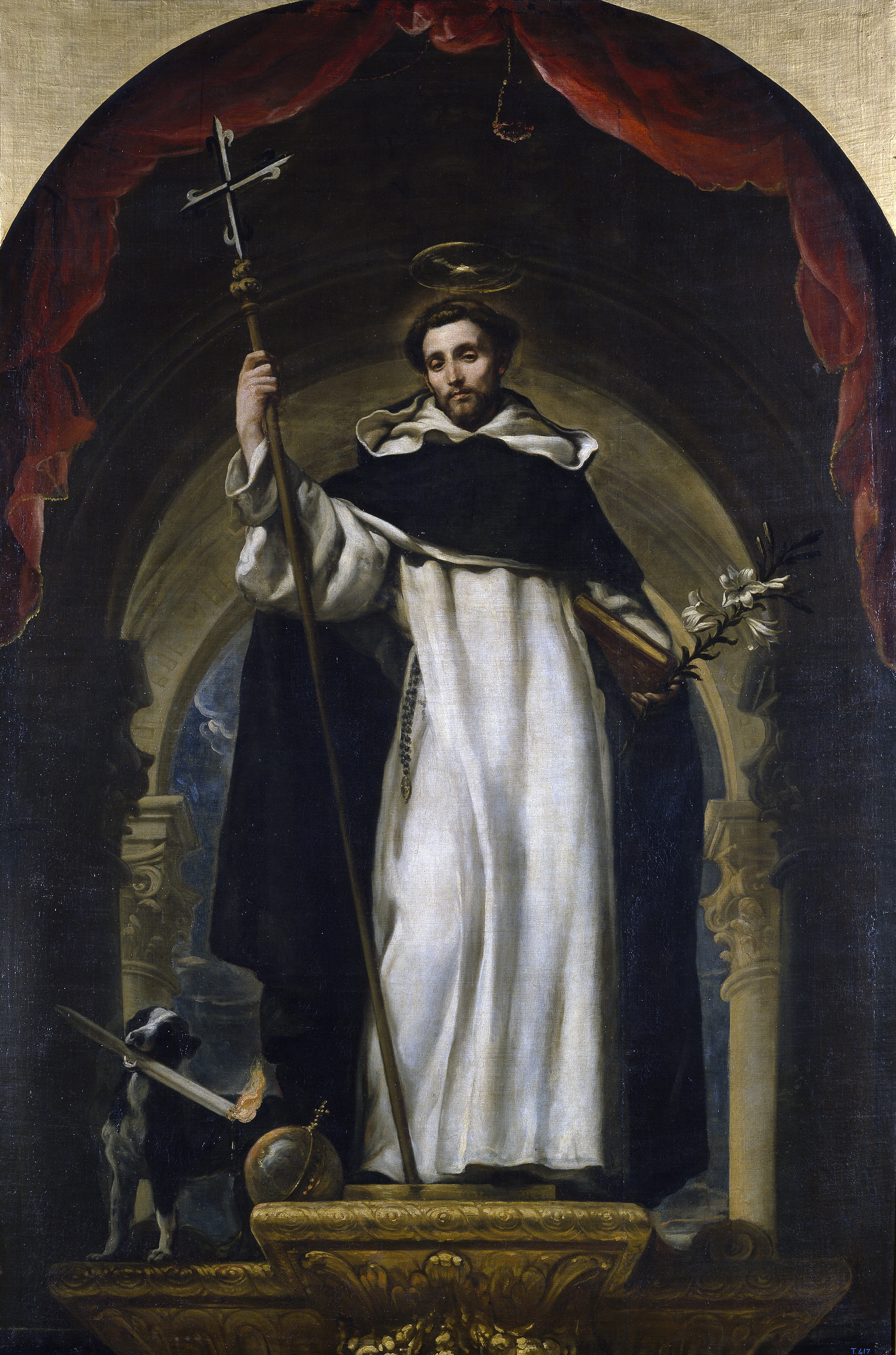
Святий Домінік

 Fausto Appetente Die  — енцикліка папи Бенедикта XV, датована 29 червня 1921 року, присвячена особі святого Домініка з нагоди 700-ліття з дня його смерті.